# محمد الصالحي
محمد الصالحي (ولد في 11 مايو 1986) هو عداء سعودي متخصص في سباقات 800 متر.

## وصلات خارجية
- محمد الصالحي على موقع الاتحاد الدولي لألعاب القوى (الإنجليزية)
- محمد الصالحي على موقع أوليمبيديا (الإنجليزية)